# TV Master
TV Master (firma: MASTER PRO SP. Z O.O.) – regionalna stacja telewizyjna działająca głównie na terenie miasta Głogowa. W wiadomościach ukazywane są również informacje z sąsiadującymi miejscowościami jakimi są:
- Wschowa
- Przemków
- Góra
- Kożuchów
- Sława

TV Master dawniej nosiła nazwę Telewizja Głogowska i działała ona tylko na terenie miasta Głogowa.

## Programy TV Master
- obecnie:
  - programy informacyjne, publicystyczne:
    - Wydarzenia z Głogowa, Góry, Kożuchowa, Przemkowa i Wschowy
    - Raport Prezydencki, Głogowianie pytają - prezydent odpowiada
    - Poradnik lokatora program powstał ze współpracą z SM Nadodrze w Głogowie
    - Echa Ziemi Głogowskiej - informacje z powiatu
    - Prosto z mostu - aktualne problemy polityczno-gospodarcze
    - Głogowska Amatorska Liga Halowa - relacje
    - Magazyn Piłkarski  "Pomarańczowo-czarni"